# Cervatos de la Cueza
Cervatos de la Cueza ist ein nordspanisches Dorf und Hauptort einer Gemeinde (municipio) mit 241 Einwohnern (Stand: 2024) in der Provinz Palencia in der Autonomen Gemeinschaft Kastilien-León. Neben dem Hauptort Cervatos de la Cueza gehören die Weiler Calzadilla de la Cueza und Quintanilla de la Cueza zur Gemeinde.

## Lage und Klima
Cervatos de la Cueza liegt in der Region Tierra de Campos auf der kastilischen Hochebene in einer Höhe von ca. 850 m. Die Provinzhauptstadt Palencia befindet sich mit ihrem Stadtzentrum etwa 39 Kilometer (Fahrtstrecke) südsüdöstlich.
Das Klima im Winter ist durchaus kalt, im Sommer dagegen warm bis heiß; die eher spärlichen Regenfälle (ca. 545 mm/Jahr) fallen überwiegend im Winterhalbjahr.

## Bevölkerungsentwicklung
| Jahr      | 1970 | 1981 | 1991 | 2001 | 2011 | 2021 |
| Einwohner | 505  | 481  | 431  | 286  | 321  | 269  |

## Sehenswürdigkeiten
- Reste einer römischen Villa bei Quintanilla de la Cueza

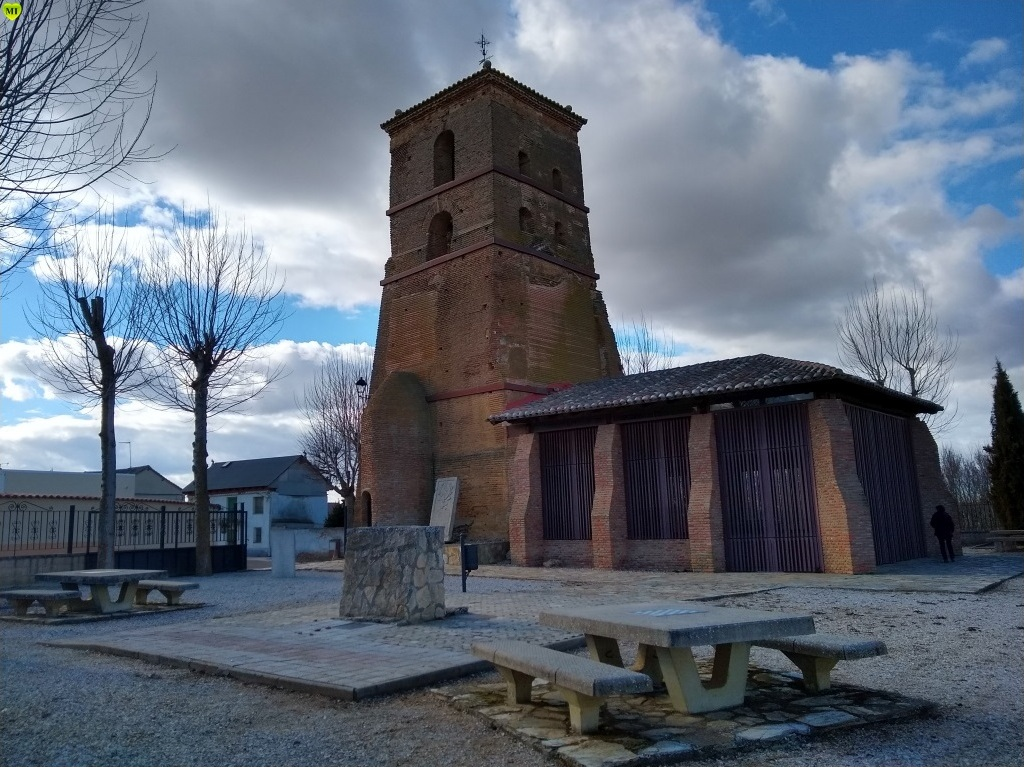
Michaeliskirche
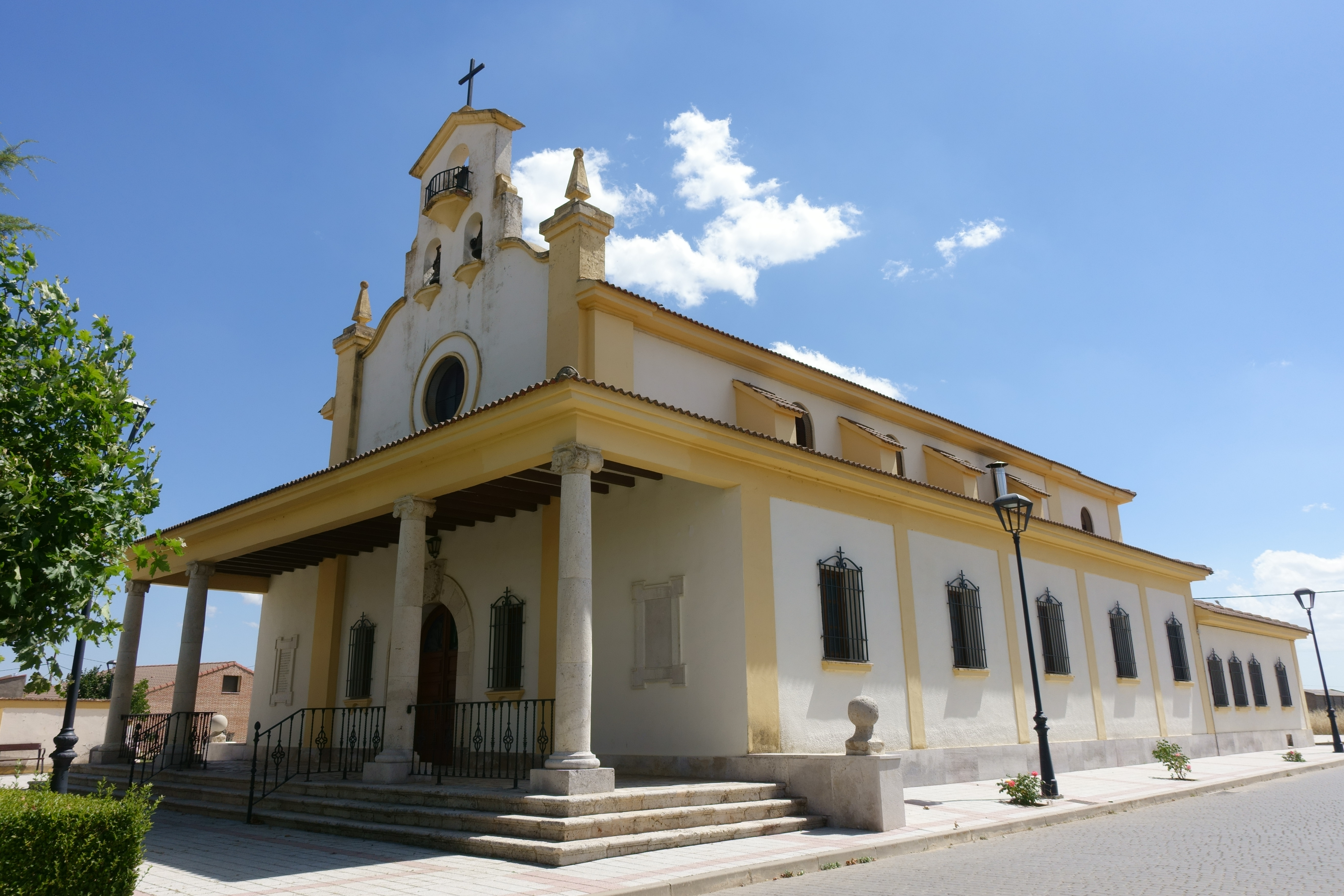
Kolumbenkirche
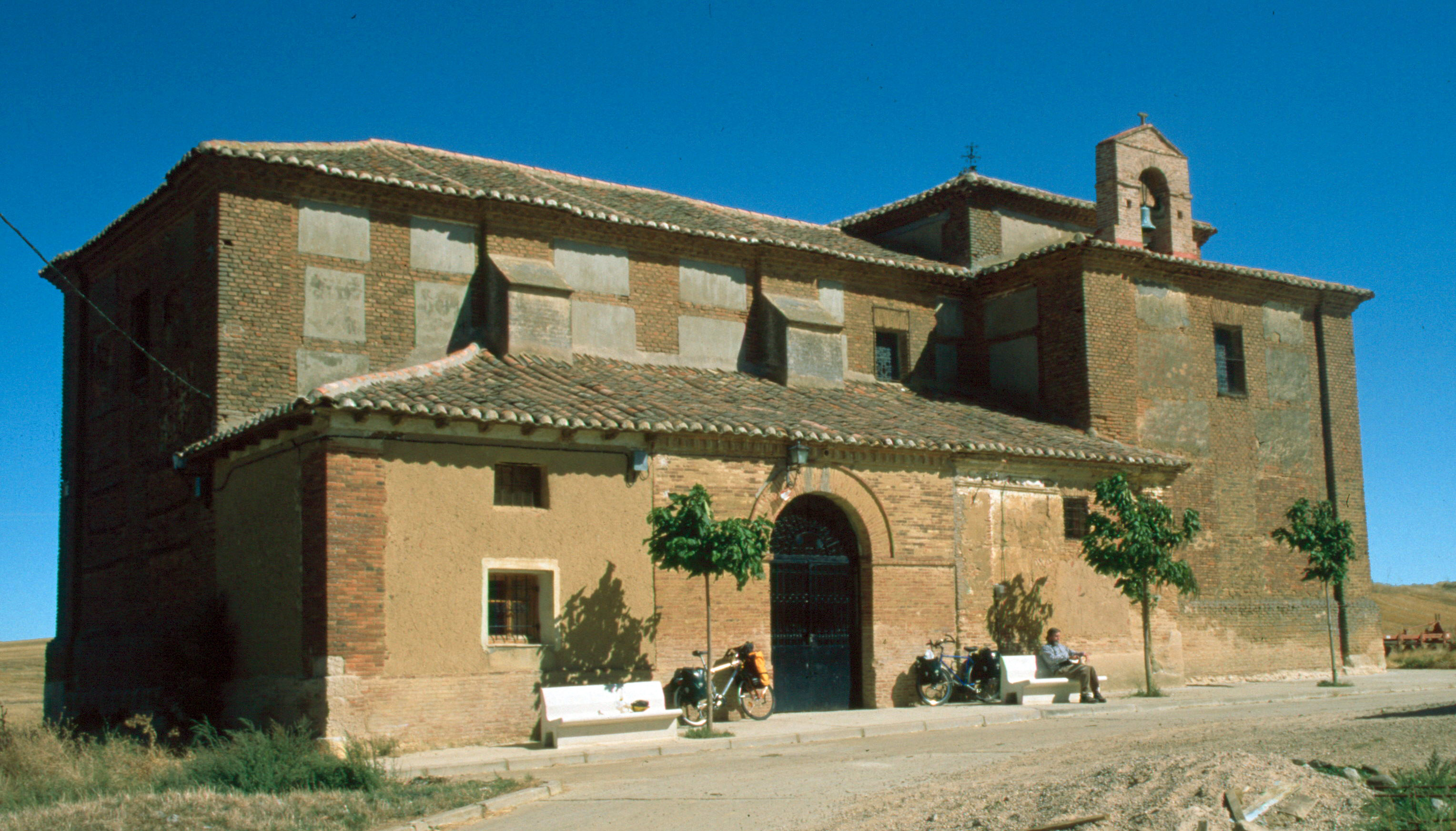
Martinskirche
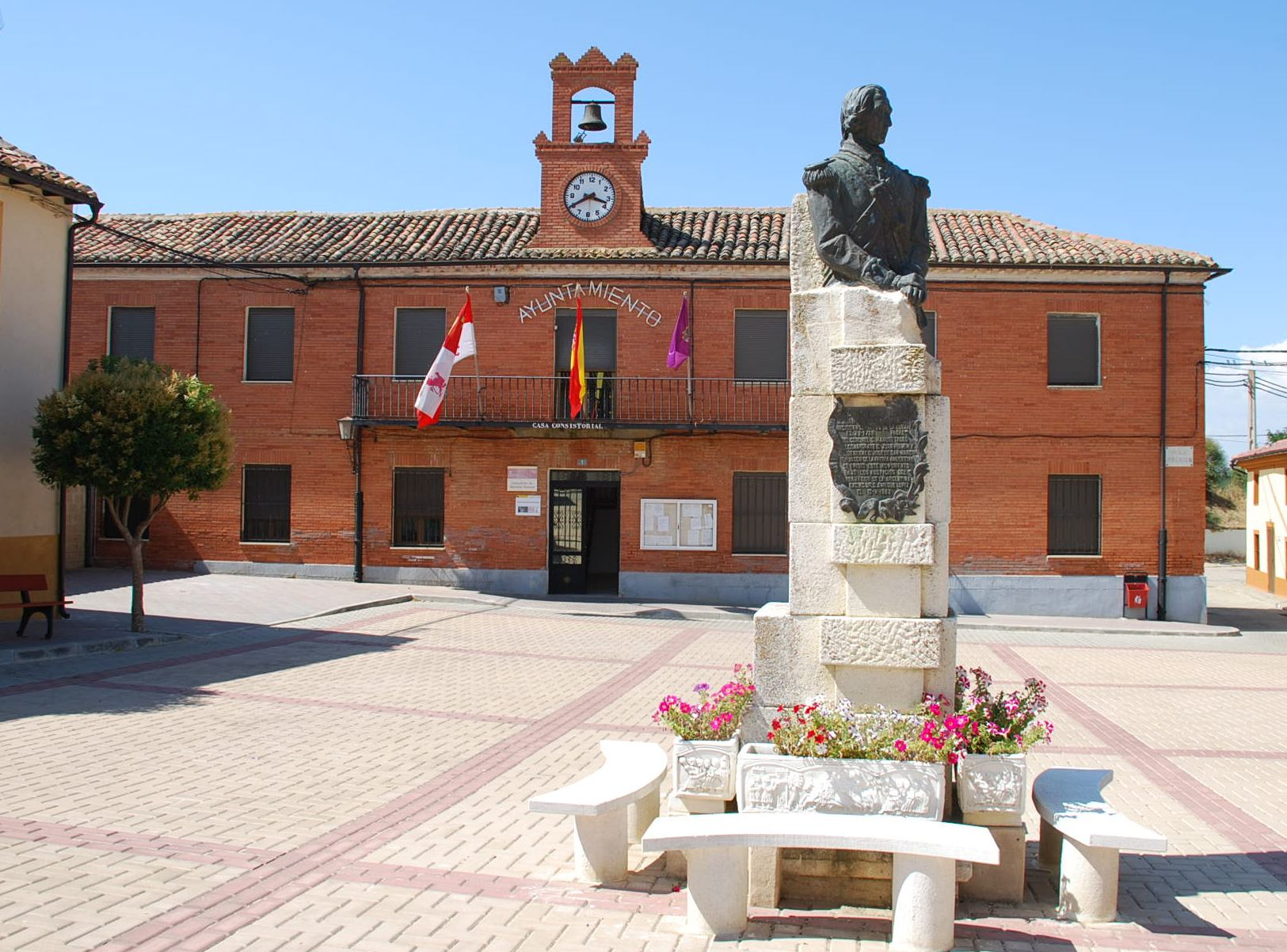
Rathaus

- Martinskirche in Calzadilla

- Michaeliskirche
- Kolumbenkirche
- Martinskirche
- Rathaus

## Persönlichkeiten
- Juan de San Martín (1728–1796), General und Gouverneur von Río de la Plata
- Francisco Javier Caminero y Muñoz (1830–1885), Bischof von León
- Gerardo Melgar Viciosa (* 1948), Bischof von Osma-Soría und Ciudad Real
- Isaac Viciosa (* 1969), Leichtathlet